# روبرتو کامپوسکو
روبرتو کامپوسکو (اسپانیایی: Roberto Camposeco‎؛ زادهٔ ۶ ژوئیهٔ ۱۹۴۱) بازیکن فوتبال اهل گواتمالا بود.
از باشگاه‌هایی که در آن بازی کرده است می‌توان به باشگاه فوتبال آئورورا اشاره کرد.
وی همچنین در تیم ملی فوتبال گواتمالا بازی کرده است.